# Frans de Munck
Frans de Munck (Goes, 20 luglio 1922 – Arnhem, 24 dicembre 2010) è stato un calciatore e allenatore di calcio olandese, di ruolo portiere.

## Palmarès

### Allenatore

#### Competizioni nazionali
- Coppa del Belgio: 1

Bruges: 1969-1970

#### Competizioni internazionali
- Coppa Piano Karl Rappan: 1

Lierse: 1971